# 郡級重巡洋艦
郡级重巡洋舰是英国从1928年起建的一级条约型巡洋舰（重型巡洋舰的名称要到伦敦海军条约中才确定下来）。其排水量限制在一万吨内，火炮口径为8寸(203毫米)。13艘该级舰被分成三个次级：肯特级、伦敦级和诺福克级。起初确定“B巡洋舰”的方案时，英国人决定将排水量定在8250吨以造出六艘而不是五艘巡洋舰。原计划建造16艘，但最后只服役13艘。